# Heteropoda lentula
Heteropoda lentula este o specie de păianjeni din genul Heteropoda, familia Sparassidae, descrisă de Pocock, 1901. Conform Catalogue of Life specia Heteropoda lentula nu are subspecii cunoscute.